# Fiscalía General del Estado (Ecuador)
La Fiscalía General del Estado, conocida anteriormente como Ministerio Público, es un órgano derecho público en Ecuador que tiene las funciones de dirigir las investigaciones preprocesales e instrucciones fiscales de los procesos judiciales en materia penal (en delitos de ejercicio público de la acción), y —de ser el caso— acusar a sus responsables, así como proteger a las víctimas y garantizar los derechos humanos.[cita requerida]
En conjunto con la Defensoría Pública, es uno de los órganos autónomos que integran la Función Judicial, es decir, tiene autonomía administrativa, económica y financiera con respecto al Consejo de la Judicatura, quien regula y administra los órganos auxiliares y jurisdiccionales.[cita requerida] La constitución ecuatoriana vigente determina que la Fiscalía General es única e indivisible, por lo que a nivel provincial existen fiscalías provinciales totalmente dependientes de ella.
La máxima autoridad este órgano es el Fiscal General del Estado, quien es designado vía concurso de méritos y oposición regulado por el Consejo de Participación Ciudadana y Control Social, y finalmente nombrado por la Asamblea Nacional; el segundo lugar del concurso ocupa el cargo de Fiscal Subrogante.[cita requerida]

## Historia
Desde la creación de la República del Ecuador en 1830, hubo la necesidad de un ente  fiscalizador en el poder judicial. El presidente Juan José Flores instaló la Alta Corte y se dictó la primera Ley Orgánica del Poder Judicial. En el Libro de Actas del Congreso del 19 de septiembre de aquel año, se señala que los diputados de aquella Convención Nacional nombraron a varios ministros, entre los cuales a quien sería el primer Fiscal del Ecuador. La Constitución de 1883 crea la figura del Ministro Fiscal de la Corte Suprema, con sede en Quito.  
El 1 de agosto de 1928, el doctor Isidro Ayora Cueva crea la Procuraduría General de la Nación, en representación y defensa del Estado y de los particulares, que sería el inicio de la Institución denominada Ministerio Público. En 1935 Federico Páez, crea el Departamento de Patrocinio del Estado, adscrito al Ministerio de Gobierno, con la finalidad de precautelar los intereses del Estado y de las Instituciones Públicas.  
La Constitución de 1945 habla por primera vez de la existencia del Ministerio Público, al disponer que el procurador general de la Nación, los fiscales de los Tribunales de Justicia y los demás funcionarios que designe la ley, ejerzan el Ministerio Público, bajo la dirección del presidente de la República.  
El Congreso de la República del Ecuador, mediante Decreto Legislativo, publicado en el Registro Oficial n.º 57, de 10 de noviembre de 1948, crea un nuevo Ministerio Fiscal en la Corte Suprema de Justicia, ejercido por un Ministro Fiscal General de la República designado por el Congreso Nacional de una terna de la Corte Suprema, dependiente de la Procuraduría, naciendo el cargo de ministro fiscal de la Nación.  
La Constitución de 1978 estableció que el Ministerio Público se ejercía por el procurador general del Estado, un ministro fiscal general designado por el Congreso Nacional, los ministros y agentes fiscales y los demás funcionarios que determine la ley. En 1979 se expidió la Ley Orgánica del Ministerio Público, con la cual esta Institución salió de la Función Judicial para ser parte de la Procuraduría General del Estado.  
Las Reformas Constitucionales de 1995, por primera vez establecen en la Constitución, una sección denominada “Del Ministerio Público”, cuyo ejercicio corresponde al Ministro Fiscal General, los Ministros Fiscales Distritales, los Agentes Fiscales y demás funcionarios que determine la ley. Sus funciones son las de conducir las indagaciones previas y promover la investigación procesal penal, con el apoyo de la Policía Judicial. Así, la norma constitucional estableció la autonomía organizativa y funcional del Ministerio Público, principios que son recogidos en la Ley Orgánica del Ministerio Público, de 19 de marzo de 1997.  
La Constitución de 1998, en el Art. 219, introdujo cambios trascendentales para el Ministerio Público del Ecuador, redefinió y reforzó sus funciones.  
Para hacer viable las disposiciones constitucionales se aprobó la Ley Reformatoria a la Ley Orgánica del Ministerio Público, publicada en el Registro Oficial de 16 de junio del 2000.  
Con la plena vigencia del nuevo Código de Procedimiento Penal, desde el 13 de julio del 2001, se introduce el cambio del sistema inquisitivo escrito, que había perdurado por más de 150 años, a un sistema acusatorio y oral, en donde el Fiscal tiene la carga de la prueba en la etapa del juicio, para lo cual debe dirigir la investigación preprocesal y procesal penal con imparcialidad y objetividad.  
Con la Constitución de la República promulgada en Registro Oficial n.º 449, de 20 de octubre de 2008, el Ministerio Público cambia su nombre por el de Fiscalía General del Estado.

### Organización
La Fiscalía General del Estado está conformada por el Fiscal General, Fiscales Provinciales y Agentes Fiscales.  
Además, existe un Fiscal General Subrogante y Fiscales Adjuntos en las diferentes Provincias del país, quienes colaboran con el Fiscal titular en el proceso de investigación.  
Los Agentes Fiscales cuentan con el apoyo del personal auxiliar: Secretarios y asistentes de fiscales.